# پیتریکاو
پیتریکاو (به لاتین: Pietrykaw) یک منطقهٔ مسکونی در بلاروس است که در Pietrykaŭ District واقع شده‌است. پیتریکاو ۱۰٬۵۹۱ نفر جمعیت دارد.